# Octavio Fabricio Mossotti
Octavio Fabricio Mossotti (18 de abril de 1791-20 de marzo de 1863) fue un físico, electricista, astrónomo, climatólogo y topógrafo italiano, estudioso asimismo de los fenómenos de capilaridad y de resonancia, que llegó a la Argentina para ocupar la Cátedra de Física de la Universidad de Buenos Aires y luego instaló un observatorio astronómico en el Convento de Santo Domingo. Junto con Aimé Bonpland es considerado el más importante formador de científicos de la Argentina de la primera mitad del siglo XIX.
Fue el primer catedrático titular de Física Experimental en dicha Universidad, donde también dictó cálculo diferencial. Sus cursos sobre dielectricidad o electricidad en el interior de los cuerpos —en clases calificadas de "inolvidables", a las que asistieron numerosos estudiantes de medicina— influyeron sobre la tradición neurobiológica argentina, contribuyendo más de medio siglo después a la atmósfera intelectual en que se produjeron, en 1883, la primera electroestimulación prolongada (durante ocho meses) de un cerebro humano consciente crónicamente al descubierto (ver referencia, Electroneurobiología), y desde 1906 los modelos de ondas estacionarias en la interferencia de actividad neural para describir la retención mnésica de corto plazo.
En 1835 Mossotti decidió regresar a su país, formando con sus abordajes técnicos casi 600 matemáticos "descendientes" (ver referencia, The Mathematics Genealogy Project). Influyó asimismo sobre Hendrik Lorentz en cuanto a la descripción de las fuerzas físicas fundamentales. Con más de sesenta años de edad, dirigió un batallón de universitarios y combatió en dos batallas (Curtatone y Montanara), siendo luego nombrado Senador del reino. Fue muy valorado en el mundo por sus aportes a la astronomía.

## Biografía
Con tan solo 20 años se doctoró en Física y Matemática en la Universidad de Pavía, Italia. Se dedicó especialmente a la astronomía teórica y de observación.
En 1813 recibió un nombramiento meritorio del Observatorio Astronómico de Brera, ocupando ese cargo hasta 1825. Por sus estudios en dicho observatorio obtuvo reconocimiento internacional. Pero tuvo que emigrar por motivos políticos, primero a Suiza, luego a Londres, y finalmente a Buenos Aires donde se hizo cargo de la Cátedra de Física de la Universidad de Buenos Aires reemplazando a su compatriota Pedro Carta Molina. Además instaló un pequeño observatorio en las celdas altas del Convento de Santo Domingo, al cual anexó un gabinete meteorológico. Allí se realizaron entonces las primeras observaciones astronómicas y pluviométricas de la Argentina. En el mismo convento estaba instalado el aula de física experimental que Mossotti dirigió desde 1828 a 1835.

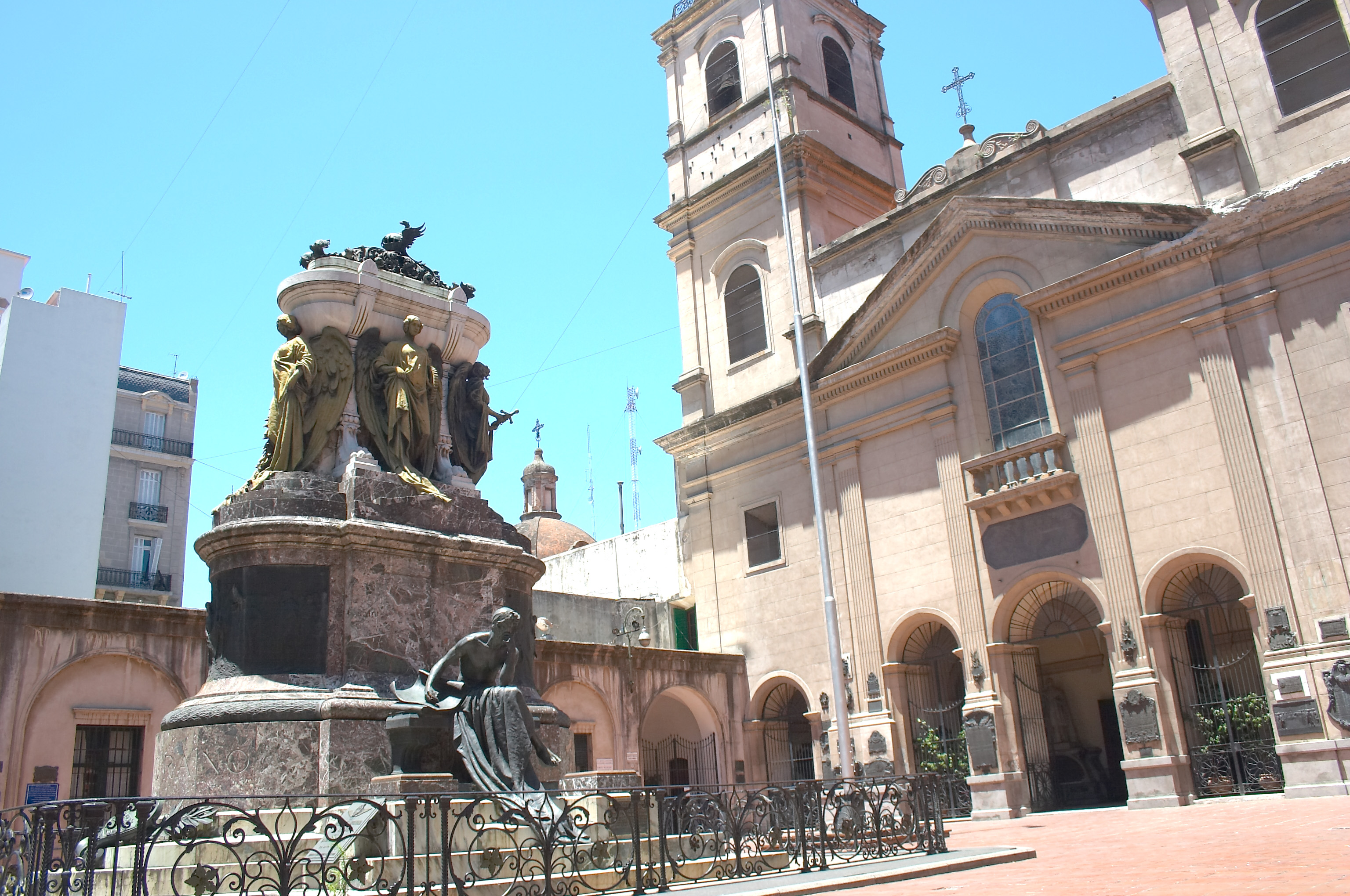
El Convento de Santo Domingo, primer Observatorio Meteorológico y Astronómico de la Argentina.

Había equipado su observatorio con restos de los aparatos traídos por las comisiones demarcatorias de límites del siglo anterior, recomponiéndolos o perfeccionándolos, y con ellos realizó una serie de determinaciones (entre ellas la de la latitud de Buenos Aires) y de observaciones astronómicas.
También fue designado ingeniero del Departamento Topográfico creado por Bernardino Rivadavia. Allí se desempeñaría hasta 1831 y se vincularía con Felipe Senillosa. Entre otras cosas determinó la latitud de Buenos Aires, refiriéndola a la Pirámide de la Plaza de la Victoria (hoy Plaza de Mayo). Muchos de sus alumnos cursaban la carrera de medicina y apreciaban especialmente sus descripciones de la electricidad en el interior de los cuerpos, en una época en que el Romanticismo atribuía a la electricidad diversas virtudes curativas y el Iluminismo la vinculaba con el alma. Mossotti prefirió volverse a su país en 1835.
Juan María Gutiérrez, enconado adversario del régimen político bajo el que trabajó Mossotti e interesado en denegar la existencia de ciencia en su país durante ese periodo, ignoraría a esos discípulos y colegas para expresar una opinión extrema: "Ausente de una patria desgraciada y aislado en un país casi del todo ajeno a las ciencias que él profesaba, debía considerarse dos veces desterrado".
Ya en Italia, tuvo dificultades políticas y pasó a dictar clases de matemática en la Universidad Jónica. Esta era una universidad de ideología liberal, sostenida por Inglaterra en la bella isla griega de Corfú a fin de realizar actividad de alto nivel académico con intelectuales a menudo emigrados. De allí salió Mossotti unos años más tarde habiendo redactado un importante tratado de física y conocido a Anna Sutter, ciudadana inglesa y admiradora suya con quien contrajo matrimonio en Corfú. Su discurso inaugural de los cursos de 1839 se tradujo y publicó inmediatamente en Inglaterra. En 1840 se incorporó a la Universidad de Pisa, donde realizó cursos de física matemática, mecánica celeste y geodesia. La desgracia le golpeó duramente en 1843, cuando al dar a luz su esposa Anna falleció junto con la criatura. En este entonces ya se lo tenía por uno de los más destacados astrónomos del mundo. En 1850 completó, dándoles rigurosa forma analítica, sus ideas sobre acciones y deformaciones en los dieléctricos. Su memoria, retomada por Clausius unas décadas después, conduciría a establecer una célebre fórmula que liga la densidad a la constante dieléctrica (ecuación de Mossotti-Clausius). Después de publicar un voluminoso tratado de astronomía, un tratado de mecánica racional (esto es, matemática) en 1851 y una amplia monografía con una nueva teoría de los instrumentos ópticos en 1857, integró varias de las academias científicas más importantes de Europa y también se ocupó de la política como senador del reino de Italia.

## Lo que quedó de su paso por la Argentina
De la influencia sobre la tradición neurobiológica argentina ya se ha efectuado mención. Del curso de física experimental redactado en castellano en la Argentina, que parece que solo circuló en copias manuscritas, se publicó únicamente una parte muy breve y general de introducción. Tal como muchos trabajos intelectuales y tesis de la época de Rosas, que los adversarios que lo derrocaron consideraron inconveniente destacar, por el momento el texto de Mossotti se encuentra perdido.
Las observaciones meteorológicas diarias, que realizó durante más de seis años, solo se han conservado gracias a informaciones periodísticas. Los registros de esos datos se han perdido, tanto los originales que quedaron en el país como una serie de observaciones y noticias sobre el clima, que después de haber sido utilizadas por Humboldt fueron a parar al Instituto de Francia.
Las únicas cuatro páginas impresas en la Argentina que se conocen de Mossotti son las Noticias Astronómicas con que se abría un calendario para 1832, editado en Buenos Aires y en las que se daba cuenta de las cosas de interés que ofrecería ese año el cielo de la ciudad. Aparecieron en cambio en las memorias de la Sociedad Real Astronómica de Londres dos artículos de Mossotti sobre las observaciones de un eclipse se sol y del cometa Encke, realizadas desde las celdas del Convento de Santo Domingo.